# Peucedanum vogelianum
Peucedanum vogelianum är en flockblommig växtart som beskrevs av Marie Louis Emberger och René Charles Maire. Peucedanum vogelianum ingår i släktet siljor, och familjen flockblommiga växter. Inga underarter finns listade i Catalogue of Life.